# Budmolići
Budmolići är en ort i Bosnien och Hercegovina.   Den ligger i entiteten Federationen Bosnien och Hercegovina, i den centrala delen av landet, 22 km väster om huvudstaden Sarajevo. Budmolići ligger 738 meter över havet och antalet invånare är 610.
Terrängen runt Budmolići är huvudsakligen kuperad, men österut är den bergig.Närmaste större samhälle är Konjic, 17,7 km sydväst om Budmolići. 
Omgivningarna runt Budmolići är en mosaik av jordbruksmark och naturlig växtlighet. Runt Budmolići är det ganska tätbefolkat, med 93 invånare per kvadratkilometer.